# Résilience (psychologie)
Pour les articles homonymes, voir Résilience.
Pour la résistance d'un matériau au choc, voir la Résilience (physique)

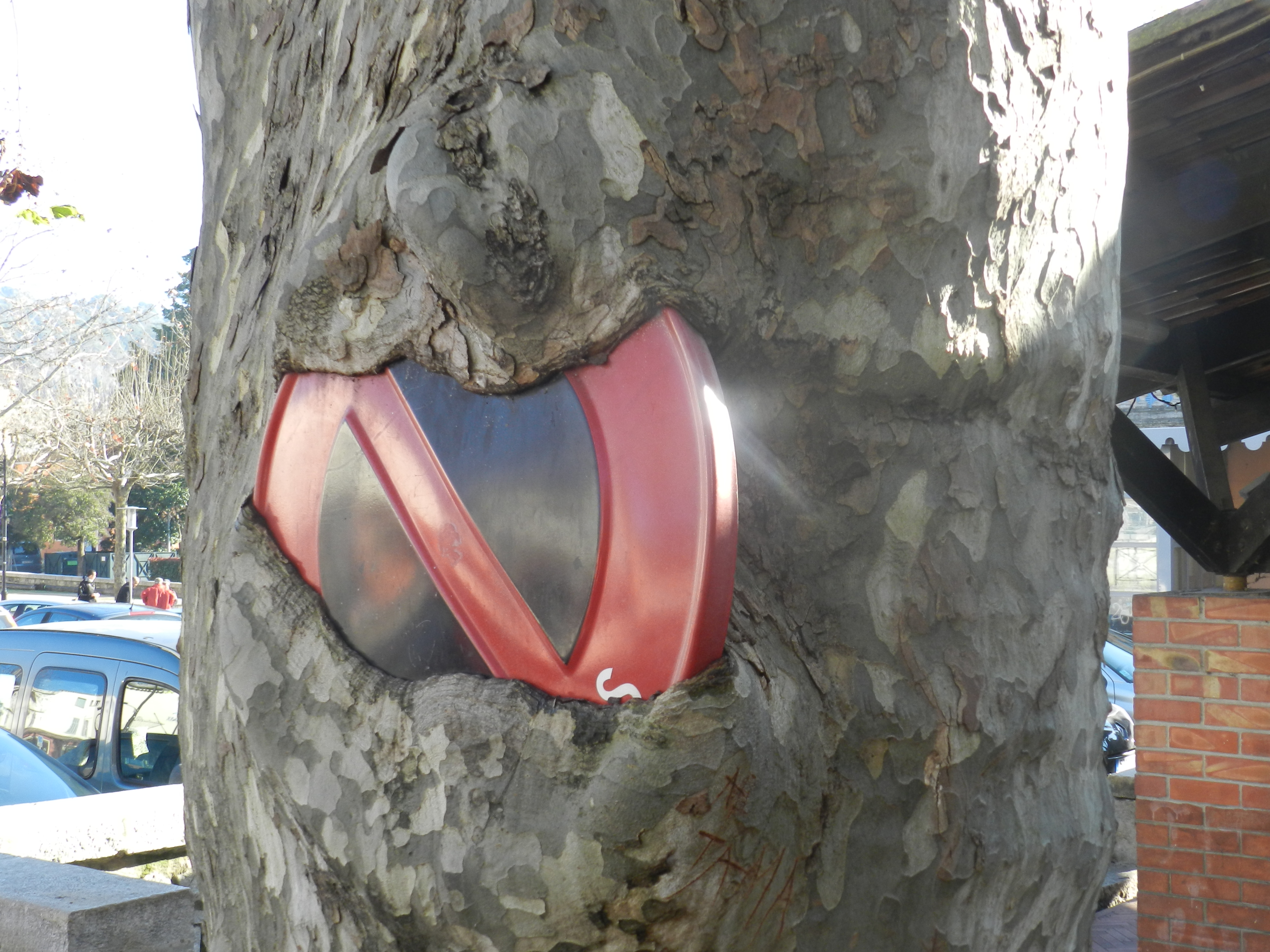
La résilience permet à un individu affecté par un traumatisme de se reconstruire (comme cet arbre qui a absorbé le panneau).

La résilience est un phénomène psychologique qui consiste, pour un individu affecté par un traumatisme, à prendre acte de l'événement traumatique de manière à ne pas, ou plus, vivre dans le malheur et à se reconstruire d'une façon socialement acceptable. La résilience serait rendue possible grâce à la structuration précoce de la personnalité, par des expériences constructives de l'enfance (avant la confrontation avec des faits potentiellement traumatisants),  l’accès à un réseau de soutien social - amis, communauté, famille élargie -  et parfois par la réflexion, ou la parole, plus rarement par l'encadrement médical d'une thérapie. 

## Étymologie
De l'anglais resilience qui vient du verbe latin resilio, ire, littéralement « sauter en arrière », d'où « rebondir, résister » (au choc, à la déformation).

## Histoire

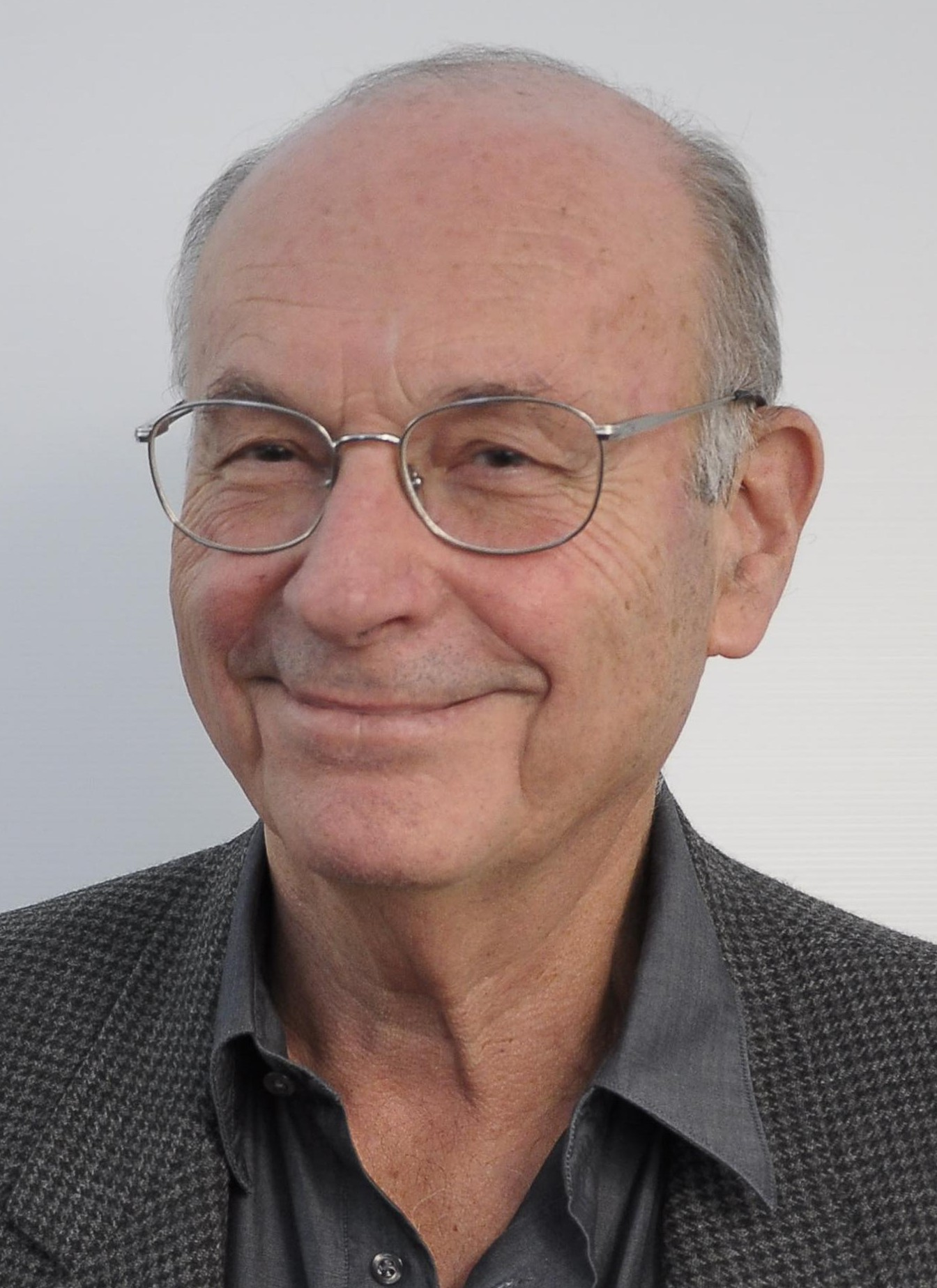
Boris Cyrulnik popularise en France le concept de résilience en psychanalyse.

La résilience est, à l'origine, un terme utilisé en physique qui caractérise l'énergie absorbée par un corps lors d'une déformation (Essai Charpy). Au XXe siècle, le mot désigne plus rarement une qualité humaine, tel qu'utilisé par André Maurois dans son roman Lélia ou la vie de George Sand : « Dans ce deuil, une fois encore, elle étonna ses amis par son immédiate résilience » (Maurois, 1952, p. 469[source insuffisante]). Dans le domaine de la psychologie, Werner et Smith, deux psychologues scolaires américaines à Hawaï, débutent en 1954 une étude longitudinale avec des enfants à risque psychopathologique, condamnés à présenter des troubles. À l'occasion d'un suivi effectué pendant trente ans, elles notent qu'un certain nombre d'entre eux « s'en sortent » grâce à des qualités individuelles ou des opportunités de l’environnement.
La notion de résilience est apparentée à la notion de « coping », (en anglais to cope = se débrouiller, s'en sortir, faire face, s'ajuster). En français, on parle de stratégies d'adaptation. La résilience permet de dépasser son état actuel.
La résilience est théorisée par Emmy Werner (en), Michael Rutter ou encore John Bowlby, qui introduit le terme dans ses écrits sur l'attachement. En France, c'est Boris Cyrulnik qui, à la fin des années 1990, médiatise le concept de résilience en psychanalyse, à partir de l'observation des survivants des camps de concentration, puis de divers groupes d'individus, dont les enfants des orphelinats roumains et les enfants boliviens de la rue. Auparavant, on parlait d'« invulnérabilité ».
Actuellement[Quand ?], des groupes de travail étendent le concept à d'autres situations difficiles comme celles que vivent les aidants des malades d'Alzheimer. Dans la maladie d'Alzheimer, les applications passent par le paradigme que la communication (théâtralisation par les aidants) est source de résilience des aidants et le concept est développé en France depuis le début des années 2000 (Jean-Pierre Polydor).
Dans le domaine de l'assistance aux collectivités en cas de catastrophe (naturelle ou causée par l'homme), on parle[style à revoir] également de « communautés résilientes ». La démarche d'assistance post-immédiate aux personnes touchées par un évènement critique a généralement une dimension psychosociale.
La résilience serait le résultat de multiples processus qui viennent interrompre des trajectoires négatives et contrer la vulnérabilité psychologique liée à l'histoire traumatique de l'individu,.

## Processus

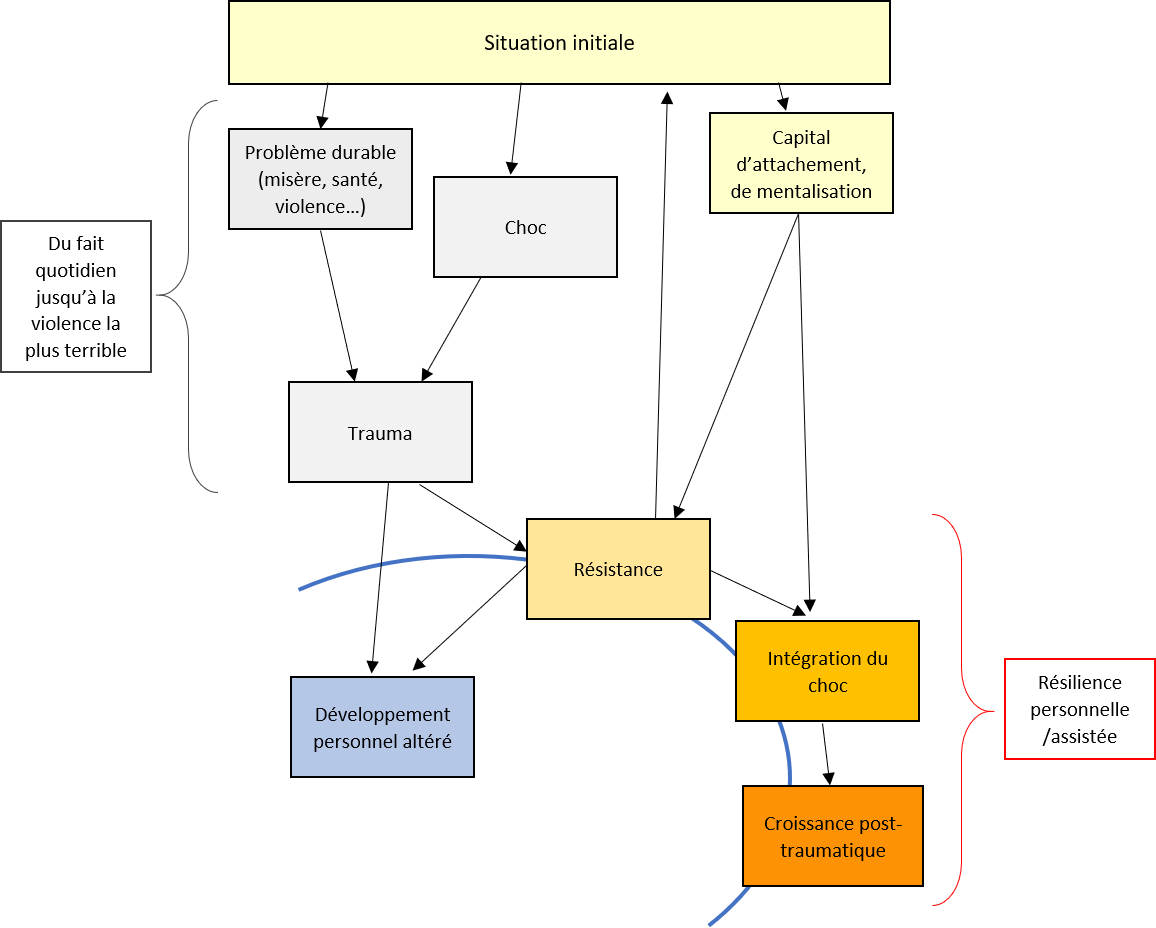
Processus de la résilience (cliquer pour agrandir).

La résilience est dynamique. À partir de problèmes, qui peuvent relever du quotidien ou de chocs très graves, l'individu va déclencher des mécanismes qui vont l'amener tout d'abord à résister, puis possiblement à s'adapter, et parfois à connaître une croissance post-traumatique. Parmi les processus qui contribuent à la résilience, il en existe neuf[citation nécessaire] : la défense-protection, l'équilibre face aux tensions, l'engagement-défi, la relance, l'évaluation, la signification-évaluation, la positivité de soi, la création, et le dépassement de soi. Cette résilience peut être aidée, notamment par des professionnels; on parle alors de résilience assistée. Toutefois, les recherches montrent que les personnes qui ont surmonté un choc manifestent bien souvent à la fois des signes de résilience et d'altération de leur vision de l'avenir ou du monde.
La résilience repose sur l’activation de plusieurs processus psychologiques d’adaptation. Parmi eux, on retrouve la régulation émotionnelle — c’est-à-dire la capacité à moduler ses émotions négatives pour préserver un fonctionnement efficace — ainsi que la reformulation cognitive, qui consiste à reconsidérer un événement stressant sous un angle plus constructif ou porteur de sens. La clarification des valeurs personnelles peut également aider les individus à mobiliser des ressources internes lors de situations difficiles. 
Selon Tugade et Fredrickson, les personnes résilientes utilisent plus fréquemment les émotions positives pour favoriser leur rétablissement après une épreuve.

## Domaines

### Dans le cadre du couple
Dans son ouvrage Parler d'amour au bord du gouffre, Boris Cyrulnik affirme que le « couple peut panser les blessures de l'enfance ». À condition de trouver la « conjugaison affective » adéquate, l'amour peut agir comme moyen de gommer des représentations négatives de soi et constituer une thérapie reconstructrice. Dans cette conjugaison, le hasard aurait moins de place qu'il n'y parait : le fondement du couple se construisant dans la réponse à la question : « Qui suis-je pour me faire aimer ? ». Ainsi « Monsieur Peurdeperdre aime Madame Jaimelavie : la présence de Madame sécurise Monsieur qui dynamise Madame ». « Est-ce l'amour qui permet la résilience ou la résilience qui permet l'amour ? » Boris Cyrulnik explique que finalement les deux se renforcent mutuellement : « L'humain ne peut vivre et se développer que si un autre met son empreinte sur lui ».
Le premier amour est important lorsqu'il survient à l'adolescence, lorsque le jeune éprouve sa capacité de sensibilité à de nouvelles informations : ce premier amour peut être pour certains adolescents l'occasion de réparer une représentation négative de soi. Les schémas initiaux ne sont davantage répétés comme une malédiction implacable. Cette première expérience de l'amour pourra constituer une thérapie réparatrice. Plus tard, d'autres (famille, enfants, amis) pourront relayer et compléter cette fonction tutorale. Pour Boris Cyrulnik, l'adulte — qui a cette capacité de rebond après le choc — est celui qui aura appris « à aimer dans la gaieté et le respect de l'autre dans un système à poly-attachement : papa, maman, mais aussi les grands-parents, les cousins, les amis des parents. »

### Dans l'enseignement
La résilience est au cœur du projet enseignant, en ce qu'elle permet à l'élève de surmonter ses difficultés personnelles pour s'appuyer sur les ressources que lui apporte l'école et s'épanouir. Mais l'école doit de son côté favoriser la résilience pour accomplir sa mission d'émancipation. Cela suppose que les enseignants s'appuient sur les forces de leurs élèves plutôt que de pointer leurs faiblesses, sans rien renier de leurs exigences, car elles seules montrent la valeur de chaque victoire obtenue par l'élève. L'école peut aussi être un lieu de réinsertion dans une société dans laquelle l'élève pourrait reconstruire sa confiance en les autres. La difficulté est d'impliquer dans ce parcours les autres acteurs de l'entourage de l'élève, notamment sa famille.
Plusieurs dispositifs ont été testés, bien que la prise en compte de cette dynamique dans l'enseignement n'en soit encore qu'à ses débuts.

### Dans la littérature d'enfance et de jeunesse
Peu d'ouvrages destinés à la jeunesse évoquent ce thème de résilience. En 2018, le Prix Sorcières, décerné par l'Association des librairies spécialisées jeunesse (ALSJ), en partenariat avec l'Association des bibliothécaires de France (ABF) récompense, dans la catégorie Carrément sorcières - Fiction, l'album de fiction Cœur de bois (éd. Notari, 2016), écrit par Henri Meunier, et illustré par Régis Lejonc. Cet album est leur cinquième collaboration en quinze ans. Pour Régis Lejonc : « Le sujet profond de ce livre est celui de la résilience : comment se construit-on après avoir subi des atrocités. Il ne s'agit surtout pas de pardon, et évidemment pas d'oubli ». L'ouvrage est également « coup de cœur » 2017 du Centre national de la littérature pour la jeunesse - La Joie par les livres, qui écrit dans son avis critique : « Dans un langage subtil à décoder, justement parce qu'ils se jouent des codes, les auteurs nous entraînent sur les terres de l'intime. L'illustration est puissante, sombre ». Selon l'avis critique du site de référence Ricochet, « Malgré les maltraitances subies, [l'héroïne] a réussi à pardonner l'impardonnable et à construire sa vie. Un magnifique récit, à l'écriture soignée et aux illustrations hyperréalistes, sur la résilience, l'amour et le pardon ».

## Symbolique
L'art du kintsugi, l'art traditionnel japonais qui consiste à réparer un objet cassé en soulignant ses cicatrices avec de l'or au lieu de les cacher, est souvent utilisé comme métaphore de la résilience en psychologie et en développement personnel,,. Mais l'on peut percevoir une antinomie entre cet art et la logique dominante de la résilience, car assumer ses failles tout en les sublimant ne correspond pas à la volonté classique de les dépasser en les effaçant.

## Critique
Au-delà de l'intérêt théorique et clinique de disposer d'une telle notion, la résilience est également l'objet de certaines critiques. L'essentiel de ces critiques porte sur la mésinterprétation profonde du terme, sa sur-utilisation et sa sur-médiatisation. 
Le psychiatre Serge Tisseron pointe dans un premier temps un écart linguistique, sémantique et culturel. Pour lui, « la résilience, qui est en Amérique une vertu sociale associée à la réussite, est devenue en France une forme de richesse intérieure… Il ne s’agit plus, comme dans la version américaine, d’orienter sa vie pour connaître le succès, mais de chercher la merveille ou encore de cultiver l’art de rebondir ». Se montrant prudent face à l'« extraordinaire engouement que connaît la France pour ce concept », Tisseron met en garde, dans un second temps, contre l'abus de langage qui consiste à étiqueter sous la houlette de résilience, tout comportement ou réaction adaptative sans aucune distinction.
Un autre type de critique porte sur la sur-médiatisation du terme, qui est par ailleurs largement passé dans le langage courant. Le mot résilience est connu du grand public et peut parfois perdre le sens psychologique profond qu'il revêt. Au-delà, le risque majeur de la sur-médiatisation peut se décliner en une forme de désirabilité sociale, où toute personne atteinte d'un traumatisme « devrait » nécessairement connaître un parcours résilient. On comprend alors que la notion de résilience peut avoir ce double-tranchant : être à la fois vecteur d'espoir mais aussi comporter un caractère « excluant » et « culpabilisant ». La résilience a parfois un effet néfaste chez des personnes en proie à un traumatisme et qui ne semblent pas manifester de rétablissement ou de changement positif.

« L'actualité mondiale et française fait que des évènements traumatiques à grande échelle sont plus fréquents et le terme de résilience est souvent évoqué pour parler des personnes en reconstruction. Or, cette sur-médiatisation - associée à la présentation sans doute simpliste qui en est faite par certains médias - peut avoir un effet culpabilisant et/ou excluant pour certaines personnes qui, elles, auraient du mal à dépasser le choc d’un évènement. La résilience s’entend trop comme un sésame ou comme une aptitude qui n’appartiendrait qu'à certains et qui, de fait, manquerait à d’autres et les exclurait. Cette culpabilité s'observe assez régulièrement dans les suivis thérapeutiques, où les personnes peuvent venir questionner le thérapeute en lui demandant soit s’ils sont assez résilients (sic), soit s'ils le seront bientôt (sic derechef) (Alleaume, 2018). »

Le philosophe Ruwen Ogien est plus sévère encore. Il range la résilience dans le champ des concepts vagues, moralisateurs et même nocifs : « Au fond, la psychologie « positive », dont la résilience est un des piliers, a, comme les idées de Leibniz dont Voltaire se moquait, un côté bêtement optimiste, répugnant aux yeux de tous ceux dont la vie est précaire, marquée par des échecs et des peines profondes. Elle tend à culpabiliser tous les défaitistes en pensée, tous ceux qui n'ont pas la force ou l'envie de surmonter leur désespoir. »
Dans une autre perspective, on pourrait reprocher à la résilience son manque d'intérêt intégratif pour d'autres notions voisines, comme la croissance post-traumatique. Issue d'un autre champ théorique (psychologie positive), elle intègre pourtant tout un ensemble de processus psychologiques fort intéressants et qui concernent la résilience dans une certaine mesure.
En France en 2024, Boris Cyrulnik et un collectif d'universitaires s'élèvent contre la récupération du concept de résilience, notamment pour justifier l'absence de politiques publiques. Le psychiatre raconte qu'arrivé à Haïti quatre années après le tremblement de terre de 2010, il se rend compte que les gens détestent l'idée de résilience: « Le peuple avait demandé des secours », explique t-il et le message des politiques au pouvoir avait été globalement : « Soyez résilients, vous êtes résilients, forts, vous avez survécu, vous n'avez donc pas besoin de l'aide de l'État. » L’épisode est révélateur selon lui d'une tendance à faire de la résilience une injonction commode, une qualité individuelle à surmonter les épreuves. Le livre décrit cette dérive et ces aspects mercantiles et redéfinit le concept de résilience clinique, multifactoriel et global, incluant la personnalité mais aussi l'environnement familial, social et culturel. 
Selon le chercheur Xavier Briffault, l'excès de références à la notion est culpabilisant, contre-productif. L'usage qui en est fait officiellement est lié à une logique typiquement néolibérale et individualiste selon laquelle connaître le malheur est nécessaire et les survivants endurcis n'ont pas besoin de solidarité étatique, tandis que ceux qui sont moins efficients sont stigmatisés et non soutenus. 
Dans son essai de 2021 intitulé Contre la résilience, à Fukushima et ailleurs, l'économiste et sociologue français Thierry Ribault, engagé dans la militance écologique et contre le nucléaire, développe une vision critique de la notion psychologique de résilience. Il va plus loin que le discours regrettant le détournement du terme et affirme qu'il s'agit plutôt d'un terme du détournement. Selon lui, le problème ne s'arrête pas même à l'existence de la notion de résilience dans le domaine de la psychologie, mais englobe également les acceptions en écologie et en science des matériaux, qui, sous couvert de défense des éléments naturels, révèlent une vision capitaliste et compétitive du monde et en défendent l'exploitation. Dans le prolongement de cette perspective, les problèmes sociologiques et institutionnels (tels que ceux liés aux désastres écologiques) sont psychologisés et individualisés, tant la réalité des catastrophes environnementales et humaines et la façon dont le modèle socio-économique dominant les provoque sont édulcorées et transformées en belle opportunité pour confirmer une logique de compétition darwinienne avec soi-même et autrui. Les gens sont tenus pour responsables de leur propre destin, réussite ou échec, face aux réalités insoutenables dont la gravité est relativisée. Cette logique modèle conjointement les sciences naturelles et sociales en accord avec l'économie productiviste et au mépris du consensus scientifique réel. Les éléments naturels ou les personnes qui ne prennent pas part à la compétition ou échouent sont stigmatisés. Promoteur de la résistance face à la résilience, selon sa propre formule, l'auteur reproche au diktat de résilience de distordre les faits et d'instaurer une pensée magique du développement personnel qui formate la subjectivité et l'activisme sous couvert de vérité scientifique. Ce leitmotiv fait jouer la science et la nature en faveur de leur propre destruction, de l'acceptation de l'inacceptable et du darwinisme social, au point de culpabiliser les individus jugés moins performants voire de leur retirer le droit d'exister. Qualifiant la résilience de technologie du consentement aux nuisances ou aux désastres et de nouvelle religion d'État, l'essayiste relève le caractère capacitiste, irrationnel et déterministe de cette forme de religiosité technophile qui n'est pas exempte de conservatisme accordant à la génétique une place centrale et hiérarchisante, comme s'il existait une capacité de résilience associée à des gènes particuliers. Il n'hésite pas à parler de composante eugénique, l'impréparation de l'individu devenant le fait advenu jugé regrettable tandis que la catastrophe en tant que fait incontestable et au bilan terrible est relativisée. 

### Littérature jeunesse
Album de fiction
- Pierre Hédrich (ill. Galou), La tache Rouge, Pour Penser, 2009.
- Henri Meunier (ill. Régis Lejonc), Cœur de bois, Notari, 2016Prix Sorcières 2018[16] - « Coup de cœur » 2017 du Centre national de la littérature pour la jeunesse (BnF)[18]